# C (CHEESE CAKEのアルバム)
『C』（シー）は、CHEESE CAKEの1枚目のミニアルバム。2013年10月2日にSME Recordsから発売された。

## 概要
CHEESE CAKE初のアルバム。
本作のリリースを記念して、ニコニコ生放送にて新番組「CHEESE CAKEの部屋」を放送し、発売当時のレーベルメイトである藍井エイル、佐香智久、春奈るながゲストとして出演した。
本作は、「第6回CDショップ大賞 九州ブロック賞」を受賞した。

## 収録内容
| #         | タイトル         | 作詞               | 作曲               | 編曲        | 時間  |
| --------- | ---------------- | ------------------ | ------------------ | ----------- | ----- |
| 1.        | 「オオカミ少年」 | 岩淵紗貴・一瀬貴之 | 岩淵紗貴・一瀬貴之 | CHEESE CAKE | 3:54  |
| 2.        | 「STATION」      | 岩淵紗貴・一瀬貴之 | 岩淵紗貴・一瀬貴之 | CHEESE CAKE | 3:44  |
| 3.        | 「君とSOS」      | 岩淵紗貴・一瀬貴之 | 岩淵紗貴・一瀬貴之 | CHEESE CAKE | 3:52  |
| 4.        | 「かげろう」     | 岩淵紗貴           | 岩淵紗貴           | CHEESE CAKE | 4:22  |
| 5.        | 「近すぎて」     | 岩淵紗貴           | 岩淵紗貴           | CHEESE CAKE | 3:50  |
| 6.        | 「ファンシー」   | 岩淵紗貴・一瀬貴之 | 一瀬貴之           | CHEESE CAKE | 4:49  |
| 合計時間: | 合計時間:        | 合計時間:          | 合計時間:          | 合計時間:   | 24:31 |